# Ortopteroide
Los ortopteroides son órdenes de insectos que históricamente se incluyeron en el orden Orthoptera y que ahora se ubican en la cohorte Polyneoptera. Cuando Carl Linnaeus comenzó a aplicar nombres binomiales  en la décima edición de su Systema Naturae (1758), había pocos animales incluidos en el esquema y, en consecuencia, pocos grupos. A medida que se descubrieron más y más especies y se reconocieron las diferencias entre ellas, los grupos originales propuestos por Linnaeus se dividieron.
Todos los insectos ortopteroides estaban originalmente en el género Gryllus. En el esquema utilizado por Linnaeus, el género Gryllus contenía grillos, saltamontes, langostas, saltamontes hojas (Tettigoniidae), insectos palo y mantis religiosas.  Estos grupos, junto con las cucarachas, a las que Linnaeus trató de manera diferente, son todos  ortopteroides. El  recién descubierto orden Mantophasmatidae también es un orden ortopteroide. 
En la actualidad Gryllus  contiene solamente un grupo de grillos cercanos.

## Los órdenes ortopteroides
- Blattodea: cucarachas y termitas.
- Dermaptera: tijeretas.
- Mantodea: mantis religiosa.
- Notoptera: un pequeño orden creado en 2006 que comprende a los gladiadores y a unos insectos que parecen un cruce entre cucarachas y grillos.
- Orthoptera: grillos, saltamontes, langostas, grillos arbustivos, grillos topo, etc.
- Phasmatodea: insectos palo e insectos hoja